# Jacob Gottstein
Jacob Gottstein  (* 7. November 1832 in Lissa; † 10. Januar 1895) war ein deutscher HNO-Arzt (Laryngologie).
Gottstein studierte Medizin an der Universität Breslau bei Friedrich Theodor von Frerichs und Albrecht Theodor Middeldorpf. 1856 wurde er promoviert und war ab 1867 HNO-Arzt in Breslau, zunächst für Hals- und Kehlkopfkrankheiten und ab 1867 auch für Ohrenkrankheiten. 1872 habilitierte er sich und erhielt 1890 den Professorentitel. Er lehrte an der Universität Breslau.
Er war der Vater des Chirurgen Georg Gottstein.

## Schriften
- Über den feineren Bau und die Entwicklung der Gehörschnecke bei Menschen und den Säugetieren, Breslau 1871 (Habilitationsschrift)
- Über die Krankheiten des Kehlkopfes. Mit Einschluss der Laryngoskopie und der local-therapeutischen Technik für praktische Aerzte und Studirende, Wien, Leipzig: Deuticke, 1884 3. Auflage 1890 (auch ins Englische übersetzt, Diseases of the larynx, Edinburgh 1885)
- Beiträge zu Albert Eulenburgs Real-Encyclopädie der gesammten Heilkunde. Erste Auflage.
  - Band 9 (1881) (Digitalisat), S. 433–457: Nasenkrankheiten
  - Band 15 (1883) (Digitalisat), S. 189–206 (Nachträge): Inhalationstherapie